# HIV Drug Resistance Database
HIV Drug Resistance Database, também conhecido como Stanford HIV RT and Protease Sequence Database, é um banco de dados na Universidade Stanford que rastreia 93 mutações comuns do HIV.
Foi recompilado em 2008 listando 93 mutações comuns, após a compilação inicial de mutação em 2007 de 80 mutações. A última lista utiliza dados de outros laboratórios na Europa, Canadá e Estados Unidos, incluindo mais de 15.000 seqüências de indivíduos não tratados.